# Minoru Sasaki
Minoru Sasaki, a volte indicato con il nome di Noboru Sasaki, (佐々木 登?, Sasaki Minoru; 1º gennaio 1893 – 27 marzo 1961), è stato un generale giapponese, attivo durante la seconda guerra mondiale e noto per aver comandato le forze nipponiche nel corso della sfibrante campagna della Nuova Georgia.

## Biografia

### Inizio carriera fino al 1942
Minoru Sasaki nacque il 1º gennaio 1883/1893. In giovane età entrò nell'Accademia dell'Esercito imperiale a Tokyo e completò gli studi nel 1914, ricevendo il brevetto di sottotenente e venendo assegnato all'arma di cavalleria. Non vide alcun combattimento durante la prima guerra mondiale e, nel corso degli anni venti e trenta, intraprese un viaggio di formazione in Polonia, poi in Unione Sovietica ricoprì il posto di addetto militare all'ambasciata nipponica di Mosca. L'esperienza all'estero fu inframmezzata, in patria, da incarichi per lo più amministrativi e burocratici presso gli uffici del Ministero della Guerra o gli stati maggiori di basi, arsenali e grandi unità. Arrivò al grado di colonnello il 2 agosto 1937 e a quello di maggior generale il 1º agosto 1939: in concomitanza con quest'ultima promozione fu brevemente posto alle dipendenze del quartier generale dell'Ufficio armamenti, prima di essere trasferito (2 ottobre 1939) alla testa della 4ª Brigata di cavalleria. Comandò questo reparto per oltre un anno e il 2 dicembre 1940 fu riassegnato alla 6ª Armata in qualità di capo di stato maggiore: l'armata era di stanza nella Manciuria nord-occidentale, aveva ad Hailar la sede del proprio comando e dipendeva dalla potente Armata del Kwantung. In questa posizione lo trovò l'inizio delle ostilità contro gli Alleati. Il 1º luglio 1942 Sasaki fu richiamato in patria e, a partire dal successivo agosto, lavorò alle dipendenze del Dipartimento alla guerra corazzata, una branca del Ministero della Guerra, in virtù delle sue esperienze con la cavalleria. Rimase nella capitale sino alla primavera del 1943, anno nel quale (in un momento imprecisato), assunse il comando della 38ª Divisione fanteria.

### La campagna della Nuova Georgia
La divisione era stata inviata a combattere nella campagna di Guadalcanal e durante i primi mesi del 1943 aveva trasferito un reggimento rinforzato sull'inospitale isola della Nuova Georgia assieme a consistenti reparti della Marina imperiale, allo scopo di difendere l'importante base aerea di Munda, sulla propaggine sud-occidentale dell'isola. Il 31 maggio 1943 assunse il comando del Distaccamento sudorientale (in lingua giapponese Nantō), che coordinava le forze dell'Esercito e della Marina poste a difesa della Nuova Georgia, di Kolombangara e della fitta catena di isolette minori adiacenti. Sasaki arrivò nel corso dei febbrili lavori di fortificazioni e si dedicò a schierare le truppe in collaborazione con il suo omologo contrammiraglio Minoru Ōta. Egli fu dunque il comandante superiore delle forze giapponesi durante la sfibrante campagna della Nuova Georgia, iniziata con sbarchi mirati statunitensi il 21 giugno. Gli attacchi anfibi avvennero nel pieno degli sforzi costruttivi e Sasaki telegrafò subito a Rabaul – dove si trovava il comando della 17ª Armata cui dipendeva – che l'insufficiente numero di postazioni, la ricchezza di mezzi del nemico e la gittata modesta dell'artiglieria da montagna (costituente buona parte dei cannoni a disposizione) aveva reso impossibile fermare le truppe americane sulle spiagge o anche infliggere perdite sensibili. Inoltre lamentò la grave deficienza di supporto aereo: Munda era continuamente bombardata e l'11ª Flotta aerea doveva lanciare i suoi attacchi da Rabaul. Sasaki continuò a dirigere l'ostinata resistenza nipponica dal suo comando fortificato e interrato, sito su una collinetta adiacente alle piste di Munda; egli richiese sin dal 2 luglio rinforzi per puntellare le sue difese, poiché le divisioni statunitensi stavano convergendo da nord ed est sull'aeroporto. Il 13 luglio osservò l'azione anfibia americana nella laguna di Roviana, a est di Munda, e ritenne che la reazione nipponica avesse respinto lo sbarco di truppe da "settanta grandi chiatte". In realtà il 172º Reggimento statunitense stabilì una solida testa di ponte e iniziò una cauta avanzata nell'interno. A proposito del tipico combattimento in ambiente tropicale, Sasaki osservò:
Intanto egli aveva ricevuto i sospirati rinforzi, per quanto a singhiozzo visto che la marina statunitense pattugliava gli accessi occidentali alla Nuova Georgia: pertanto Sasaki aveva concentrato tutte le truppe nell'area di Munda, allo scopo di resistere a oltranza. Ordinò ai suoi ufficiali di lanciare ove possibile decisi contrattacchi, sfruttando il difficile terreno della giungla per manovre di accerchiamento condotte a livello di compagnia. Quando la pressione nemica diveniva eccessiva, le truppe potevano ripiegare ordinatamente attraverso una fitta maglia di postazioni mimetizzate, spesso fortificate, capaci di appoggiarsi reciprocamente. Infine il generale destinò parte delle unità logistiche a frenetici lavori di ampliamento delle opere difensive nelle retrovie. Grazie a questa strategia, Sasaki contenne le proprie perdite, impose un ritmo assai lento alla progressione degli Alleati verso Munda e fu in grado di costituire un minimo di riserva grazie alle rischiose operazioni notturne di trasporto condotte dalla Marina. Ben presto decise di lanciare un deciso contrattacco e infliggere, sperava, un notevole rallentamento all'intera pianificazione statunitense. Concentrò dunque a nord di Munda un intero battaglione, che partì alla carica nella notte del 17 luglio seguito da parte di un reggimento. L'assalto conseguì successi iniziali e mise in pericolo l'intera testa di ponte a Laiana, ma il potente supporto delle artiglierie americane piazzate sulle isolette vicino alla costa stroncò lo slancio giapponese: Sasaki perse così l'occasione di riprendere l'iniziativa nella dura campagna. Egli inoltre non sapeva che erano sorti forti contrasti a Rabaul tra l'8ª Flotta, responsabile delle operazioni navali nelle Salomone, e l'8ª Armata d'area del generale Hitoshi Imamura, il comando al di sopra della 17ª Armata: Imamura non riteneva più possibile difendere la Nuova Georgia e affermò fosse imperativo, al contrario, rafforzare la guarnigione di Bougainville. Fallita la controffensiva, dopo il 20 luglio Sasaki richiamò nel perimetro di bunker e casematte le provate truppe: disponeva di circa 2 500 uomini, poco più della metà delle forze dall'inizio della campagna, e anche l'incerto flusso di rinforzi provenienti da Kolombangara era stato praticamente tagliato dalla stretta vigilanza aeronavale statunitense. A cominciare dal 25 luglio Sasaki dovette sostenere gli attacchi delle truppe americane provenienti da est, ormai salite a due divisioni con sostanzioso supporto aereo e di carri armati. Il terreno più asciutto e sgombro della penisola di Munda consentì agli statunitensi di impiegare con maggior profitto i mezzi corazzati e disarticolare il sistema di forti, per quanto a costo di duri scontri e anche improvvisi, disperati contrattacchi notturni. Il 1º agosto reparti della 43ª Divisione arrivarono sulla pista nord dell'aeroporto, provocando un crollo del fronte nipponico che Sasaki non riuscì a impedire; ordinò dunque la ritirata verso nord, nella baia protetta di Bairoko, o verso ovest. Il 6 agosto ogni resistenza nipponica attorno l'aeroporto cessò e il 25 agosto ebbe fine anche la presenza militare in Nuova Georgia, perché Sasaki e quel che rimaneva delle sue truppe furono evacuati da Bairoko poche ore prima dell'arrivo in forze di reparti statunitensi, ostacolati da diversi giorni da una determinata opposizione di retroguardie.

### Ultimi anni
Sasaki, tratto in salvo dalla Nuova Georgia, fu trasferito al nuovo quartier generale su Kolombangara dove il Distaccamento sudorientale fu ricostituito. Siccome questa grande isola era vicina alla Nuova Georgia, gli alti comandi a Rabaul avevano pensato trattarsi del successivo obiettivo per gli Stati Uniti e dunque vi avevano concentrato oltre 10 000 uomini. Invece, il 15 agosto, battaglioni statunitensi e neozelandesi sbarcarono con facilità a Vella Lavella, a nord-ovest, che era presidiata da solo 250 uomini. Mentre la lotta sull'isola progrediva, subito disperata per i difensori modestamente sostenuti via mare, l'8ª Flotta organizzò un massiccio movimento di unità leggere per evacuare Kolombangara e redistribuire le ingenti forze del generale Sasaki. Lo sgombero avvenne a partire dalla fine di settembre ed ebbe notevole successo (per quanto molto materiale dovette essere lasciato sul posto), con circa 11 500 effettivi spostati sull'isola di Choiseul da Kolombangara e dalle altre isole circostanti. Il 7 ottobre ebbe anche fine la battaglia a Vella Lavella, dopo un'altra audace operazione di reimbarco di circa 600 soldati pigiati sulla punta settentrionale dell'isola.
Il generale Sasaki fu prelevato proprio a inizio ottobre da Choiseul e inviato a Rabaul, dove il 26 ebbe la promozione a tenente generale; il 21 novembre, comunque, il distrutto Distaccamento sudorientale fu ufficialmente sciolto. Egli rimase nella base, lavorando allo stato maggiore dell'8º Gruppo d'armate e assistendo al progressivo annientamento della piazzaforte. Mantenne il suo posto fino al 2 settembre 1945, giorno della resa ufficiale dell'Impero giapponese a Tokyo: la cerimonia si ripeté anche a Rabaul. Subito dopo Sasaki lasciò il servizio militare e si ritirò a vita privata; rilasciò comunque diverse interviste a storici e studiosi statunitensi. Morì il 27 marzo 1961.

## Onorificenze
Dati tratti da: